# Massoreta

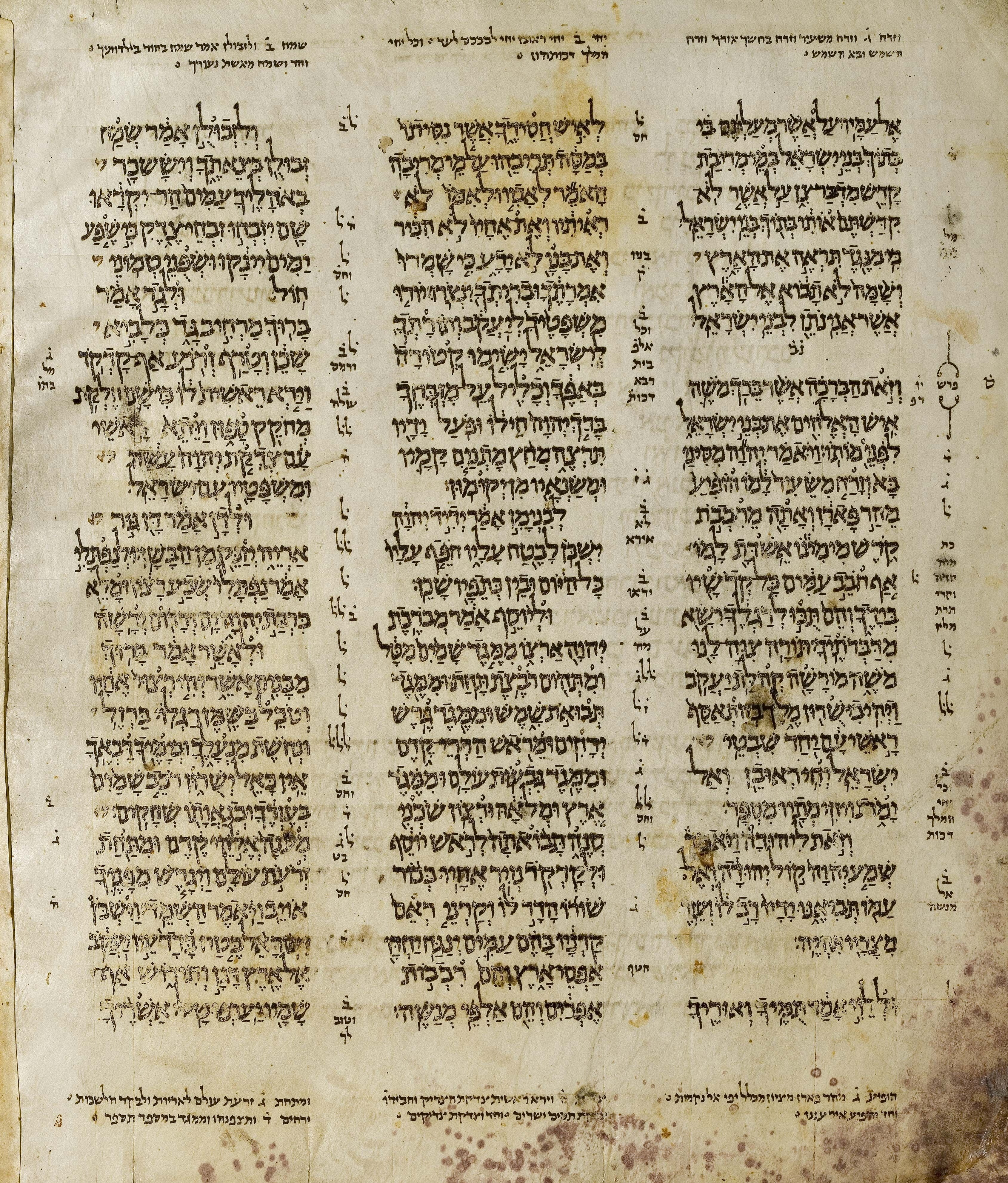
Codex Aleppo: Bíblia hebraica do século X com pontuação massorética.

Os massoretas ou massoréticos (em hebraico:   בעלי המסורה) eram escribas judeus que se dedicaram a preservar e cuidar das escrituras que atualmente constituem o Antigo Testamento. Às vezes o termo também é usado para indicar comentadores hebraicos dos textos sagrados. Substituíram os escribas (Sopherins) por volta do ano 500 até ao ano 1000 .